# 大崎持兼
大崎 持兼（おおさき もちかね）は、室町時代の守護大名。

## 人物について
大崎氏の人物であること、室町幕府第4代将軍足利義持から偏諱の授与を受けて持兼と名乗ったということ、この２つだけが確実に言えることであり、それ以外については一切不明である。というのも、この持兼の系図上での位置が判明していないからであり、様々な説が持ち上がっている。大崎持詮、大崎教兼の項目でも記述があるが、本項ではその説を次項にまとめることとする。
その他、娘（生没年不明）が葛西朝信（とものぶ）の妻になったとされ、宝徳3年（1451年）、結婚9年目（朝信は25歳）にしてその長男を生んでいる。生まれた子（持兼の孫にあたる）はのちに将軍足利義尚から偏諱を賜って葛西尚信（ひさのぶ）と名乗るが、文明15年（1483年）に亡くなった。この跡を継いだのが朝信の弟とされる葛西政信である。

## 系図上での位置についての論争
- 大崎持詮と同一人物とする説

大崎持詮の別名を持兼とするもの。この場合、持詮の子とされる教兼が「兼」の字を使用していることを考慮すると、改名後の諱ということになる。
- 大崎教兼と同一人物とする説'

父は、斯波満持の嫡子・定詮（のち持詮）。初めは4代将軍足利義持から偏諱を賜って持兼、のちに6代将軍足利義教（義持の実弟）から重ねて偏諱を賜り教兼に改名したとする。
- 上記２つのいずれでもなく「大崎持兼」という一人の人物がいたとする説

大崎持詮の子を持兼、さらにその子を教兼とする。大崎教兼と同一人物説（２つ目）は年代的に考慮してこれを否定する説である。